# Alexander Calandrelli

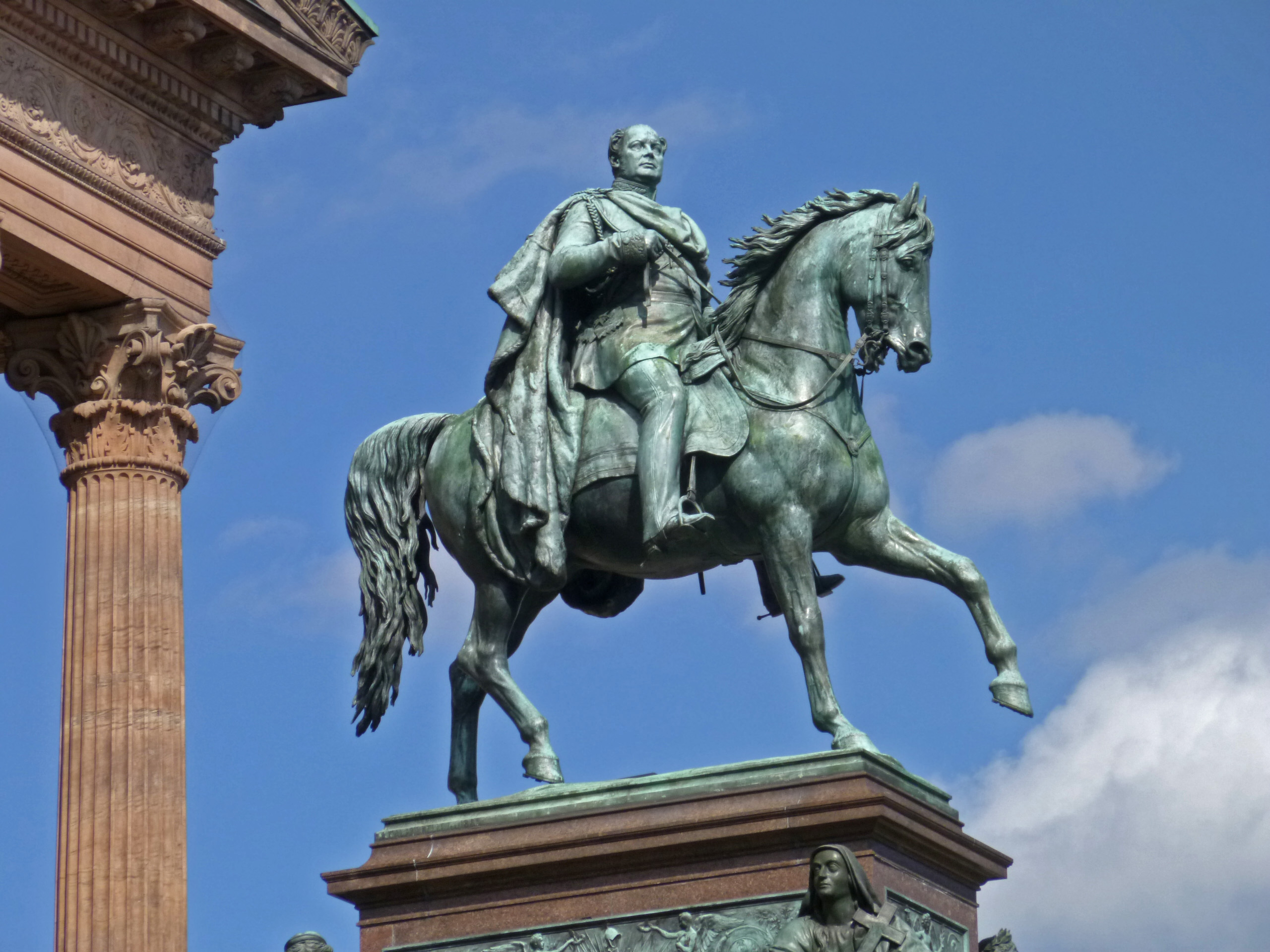
Fredrik Vilhelm IV:s ryttarstaty i Berlin.

Alexander Calandrelli, född 9 maj 1834 i Berlin, död 26 maj 1903 i Lankwitz, var en tysk bildhuggare.
Calandrelli, som verkade i äldre klassicistisk riktning, var av sin samtid högt skattad som monumentalskulptör. Han har bland annat utfört Fredrik Vilhelm IV:s ryttarstaty i Berlin.